# Hannah Hampton
Pour les articles homonymes, voir Hampton.
Hannah Hampton, née le 16 novembre 2000 à Birmingham, est une footballeuse internationale anglaise, qui joue au poste de gardienne de but au Chelsea FC.

## Biographie
Née à Birmingham, en Angleterre, Hampton a grandi à Studley, avant de déménager en Espagne avec sa famille à l'âge de cinq ans. Pendant son séjour en Espagne, elle intègre l'académie du Villarreal CF où elle joue comme attaquante,.

### Carrière en club
De retour en Angleterre à partir de 2010, elle rejoint le centre de formation de Stoke City, où elle va être replacée au poste de gardienne,.
En 2016, Hampton est recrutée par Birmingham City, où elle fait ses débuts le 5 novembre 2017, lors d'un match de groupe de Coupe de la Ligue contre Doncaster Belles.
Son engagement avec Birmingham étant arrivé à son terme, Hampton signe un contrat de deux ans avec Aston Villa le 3 juillet 2021,, s'imposant rapidement comme titulaire avec le club de FA Women's Super League,.
En juillet 2023, elle signe en faveur de Chelsea FC.

## Carrière internationale
International anglaise en équipe de jeunes — étant même proche d'intégrer l'équipe de Grande-Bretagne pour les Jeux olympiques de Tokyo — Hampton fait ses débuts seniors avec l'Angleterre le 20 février 2022, titulaire lors d'un match nul 0-0 contre l'Espagne en Arnold Clark Cup 2022,.
Elle fait ensuite partie de l'équipe d'Angleterre qui remporte l'Euro 2022 en juillet 2022, le premier titre majeur de la sélection,.

## Palmarès

### En club
Chelsea
- Coupe de la Ligue anglaise féminine
  - Finaliste en 2024
- Championnat d'Angleterre
  - Championne en 2024 et 2025
- Vainqueuse de la Coupe d'Angleterre en 2025

### Sélection
Angleterre
- Championnat d'Europe
  - Vainqueur en 2022 et 2025